# Verwaltungsgemeinschaft Malschwitz

Lage der Verwaltungsgemeinschaft Malschwitz im Landkreis Bautzen (Stand: 31. Dezember 2012)

Die Verwaltungsgemeinschaft Malschwitz  war eine Verwaltungsgemeinschaft im Freistaat Sachsen im Landkreis Bautzen. Sie lag im Nordosten des Landkreises, zirka 12 km nordwestlich der Kreisstadt Bautzen. Durch das Gemeinschaftsgebiet führte die Spree. Durch den Süden des Gemeinschaftsgebietes verlief die Bundesautobahn 4. Diese ist über den Anschluss Bautzen-Ost zu erreichen.
Die Verwaltungsgemeinschaft wurde am 24. September 1996 geschlossen. Zum 1. Januar 2013 wurde die Gemeinde Guttau in die Gemeinde Malschwitz eingegliedert und die Verwaltungsgemeinschaft damit aufgelöst.

## Mitgliedsgemeinden
Zur Verwaltungsgemeinschaft Malschwitz gehörten zwei Gemeinden:
- Malschwitz mit den Ortsteilen Malschwitz (Malešecy), Pließkowitz (Plusnikecy), Briesing (Brězynka), Niedergurig (Delnja Hórka), Doberschütz (Dobrošecy), Kleinbautzen (Budyšink), Preititz (Přiwćicy), Cannewitz (Skanecy), Rackel (Rakojdy), Baruth (Bart), Brießnitz (Brězecy), Dubrauke (Dubrawka), Buchwalde (Bukojna) und Gleina (Hlina).
- Guttau mit den Ortsteilen Brösa (Brězyna), Guttau (Hućina), Halbendorf/Spree (Połpica), Kleinsaubernitz (Zubornička), Lieske (Lěskej), Lömischau (Lemišow), Neudorf/Spree (Nowa Wjes/Sprjewja), Ruhethal (Wotpočink) und Wartha (Stróža)